# Yankuba Minteh
Yankuba Minteh Moat (ur. 22 lipca 2004 w Bakoteh) – gambijski piłkarz, grający na pozycji skrzydłowego w angielskim klubie Brighton & Hove Albion oraz w reprezentacji Gambii.

## Kariera klubowa
Swoją karierę piłkarską Minteh rozpoczął w klubie Steve Biko FC. W sezonie 2021/2022 zadebiutował w jego barwach w pierwszej lidze gambijskiej. Latem 2022 przeszedł do duńskiego Odense Boldklub, w którym zadebiutował 10 września 2022 w zwycięskim 2:1 domowym meczu z FC Kopenhaga. W debiucie strzeilł gola. Grał w nim do lata 2023.
W lipcu 2023 Minteh przeszedł za 7 milionów euro do Newcastle United. Niedługo potem wypożyczony go do Feyenoordu. Swój debiut w nim zanotował 13 sierpnia 2023 w zremisowanym 0:0 domowym meczu z Fortuną Sittard.
| Sezon   | Klub            | Kraj   | Rozgrywki       | Mecze | Bramki |
| ------- | --------------- | ------ | --------------- | ----- | ------ |
| 2021/22 | Steve Biko FC   | Gambia | First Division  | ?     | ?      |
| 2022/23 | Odense Boldklub | Dania  | Eerste klasse A | 17    | 3      |

## Kariera reprezentacyjna
W reprezentacji Gambii Minteh zadebiutował 20 listopada 2022 w zremisowanym 0:0 towarzyskim meczu z Gwineą Bissau, rozegranym w Aksu. W 2024 roku powołano go do kadry na Puchar Narodów Afryki 2023. Rozegrał w nim trzy mecze grupowe: z Senegalem (0:3), z Gwineą (0:1) i z Kamerunem (2:3).